# 洛法-馬諾國家公園
7°28′00″N 10°35′00″W / 7.46666666°N 10.58333333°W
洛法-馬諾國家公園是利比里亞的國家公園，位於該國西部，面積980平方公里，有黑猩猩、倭河馬、藪羚、紫羚、象鼻魚等野生動物棲息。